# Кауцман, Михаил Эренрейх
Михаил Эренрейх Кауцман (нем. Michael Ehrenreich Kauzmann; 1769, Швабах, Ансбах, Священная Римская империя — 16 [28] июля 1816, Ревель, Эстляндская губерния, Российская империя) — немецкий и российский хирург, профессор Императорского Дерптского университета (1805—1810).

## Биография
Родился в Швабахе в 1769 году, по разным сведениям: 25 июня, 8 или 9 августа.
Учился на медицинском факультете Эрлангенского университета. После этого семь лет служил военным врачом в прусском кирасирском полку фон Борстеля, затем занимался частной практикой в родном городе.
В 1802 году получил степень доктора медицины за сочинение «De novo trepanationis instrumento» и в 1803 году был приглашён в Императорский Дерптский университет прозектором анатомического института и читал лекции по общей терапии, а также помогал в руководстве по препарированию; в 1805 году был утверждён ординарным профессором хирургии. В 1810 году вышел в отставку и занимался частной практикой сначала в Дерпте, потом, с 1813 года в Риге и наконец в Ревеле, где и умер 16 (28) июля 1816 года.
Был дважды женат. Первый брак длился с 12 июля 1805 года до смерти супруги в 1807 году; 30 июля 1809 года женился на Анне Тунцельман фон Адлерфлуг.